# Chacenay
Chacenay é uma comuna francesa na região administrativa de Grande Leste, no departamento de Aube. Estende-se por uma área de 7,8 km². Em 2010 a comuna tinha 52 habitantes (densidade: 6,7 hab./km²).